# Resolució 1652 del Consell de Seguretat de les Nacions Unides
La Resolució 1652 del Consell de Seguretat de les Nacions Unides fou adoptada per unanimitat el 24 de gener de 2006. Després de recordar resolucions anteriors sobre la situació a Costa d'Ivori, el Consell va ampliar el mandat de l'Operació de les Nacions Unides a Costa d'Ivori (UNOCI) i va donar suport a les forces franceses fins al 15 de desembre de 2006. Va ser la primera de les 86 resolucions del Consell de Seguretat aprovats el 2006 i la primera de les vuit en relació amb la situació a Costa d'Ivori.

## Resolució

### Observacions
El Consell de Seguretat estava molt preocupat per la crisi política en curs a Costa d'Ivori i els obstacles per al procés de pau de tots els costats. El Grup de Treball Internacional, establert per la Unió Africana, va fer un seguiment de l'aplicació del procés de pau en les eleccions anticipades fins a finals d'octubre de 2006 (no es van dur a terme).

### Actes
Actuant sota el Capítol VII de la Carta de les Nacions Unides, el Consell va ampliar els mandats de la UNOCI i de les forces de suport franceses a l'Operació Unicorn fins a mitjans de desembre de 2006. Va renovar les disposicions de la Resolució 1609 (2005), que va renovar l'augment de la força de la ONUCI pel que fa al personal militar i policial.
Finalment, els membres del Consell van expressar la seva intenció de revisar les operacions i els nivells de tropes de la UNOCI, pendent d'un informe del Secretari General Kofi Annan a Libèria que tindria en compte les situacions a Libèria i a Costa d'Ivori.